# Ferrovia Huttwil-Wolhusen
La ferrovia Huttwil-Wolhusen è una linea ferroviaria a scartamento normale della Svizzera.

## Storia
Nel 1852 il Gran Consiglio del canton Lucerna autorizzò la costruzione di una ferrovia tra Basilea e Lucerna passante per Willisau e Wolhusen; l'opposizione da parte della Schweizerische Centralbahn (SCB) e dei comuni della zona di Sempach portò l'anno successivo all'annullamento della concessione e alla costruzione della ferrovia Olten-Lucerna. A seguito dell'apertura, il 1º giugno 1864, della tratta Gümligen-Langnau venne presentato nel 1866 un progetto per la prosecuzione della linea verso Lucerna passante per Sumiswald, Huttwil, Willisau e Wolhusen, che come il precedente non ebbe seguito, in quanto si decise di passare per l'Entlebuch. Analogo esito ebbe il progetto della Jura-Gotthard-Bahn, pensato (a seguito della guerra franco-prussiana) come collegamento tra le linee della francese Chemin de Fer de l'Est con la Svizzera, sul percorso Delémont-Moutier-Klus-Langenthal-Huttwil-Willisau-Wolhusen-Lucerna-sponda sinistra del lago dei Quattro Cantoni-Altdorf: ottenuta nel 1873 la concessione federale, la crisi ferroviaria degli anni Settanta del XIX secolo portò all'accantonamento della proposta nel 1877.
Con l'apertura nel 1889 della ferrovia Langenthal-Huttwil da parte dell'Eisenbahngesellschaft Langenthal-Huttwil (LHB), riprese vigore l'idea di una linea tra Huttwil e Wolhusen: nel 1891 venne ottenuta la concessione federale, e il 29 marzo 1893 si costituì a Willisau la società Eisenbahn-Gesellschaft Huttwil-Wolhusen (HWB) per la costruzione e l'esercizio della linea. La linea venne inaugurata ufficialmente il 7 maggio 1895; due giorni dopo iniziò il servizio regolare; l'esercizio era curato dalla LHB, con cui la HWB aveva stipulato un contratto.
Con il passare degli anni la LHB acquisì la proprietà o l'esercizio di altre linee facenti capo ad Huttwil: nel 1908 acquisì l'esercizio della ferrovia Ramsei-Sumiswald-Huttwil, concessa alla società Ramsei-Sumiswald-Huttwil-Bahn (RSHB), e nel 1927 assorbì la Huttwil-Eriswil-Bahn (HEB), concessionaria dell'omonima linea.
Il 21 dicembre 1944 si costituì ad Huttwil la società Vereinigte Huttwil-Bahnen (VHB), dalla fusione di LHB, HWB e RSHB. La fusione si era resa necessaria a seguito delle difficoltà finanziarie delle tre società: la Confederazione intervenne con un aiuto di 4 milioni di franchi a condizione di una fusione tra di esse (come previsto dalla legge federale del 1939 sull'aiuto alle ferrovie). Sin dalle origini la VHB condivideva la direzione con altre due società ferroviarie, Emmental-Burgdorf-Thun-Bahn (EBT) e Solothurn-Münster-Bahn (SMB). Sotto la nuova gestione la VHB elettrificò le sue linee ferroviarie: il 6 dicembre 1945 venne inaugurata la trazione elettrica sulla linea Huttwil-Wolhusen.
Il 29 aprile 1997 (con effetto retroattivo al 1º gennaio) EBT, SMB e VHB si fusero nella Regionalverkehr Mittelland (RM). Con contratto di fusione del 12 giugno 2006 (con effetto retroattivo al 1º gennaio) la RM si è fusa con la BLS Lötschbergbahn nella società BLS AG.

## Caratteristiche
La linea, a scartamento normale, è lunga 25,23 km. La linea è elettrificata a corrente alternata monofase con la tensione di 15000 V alla frequenza di 16,7 Hz; la pendenza massima è del 25 per mille. È a doppio binario tra Gettnau e lo scalo merci di Gettnau.

### Percorso
| Continuation backward |

| Unknown route-map component "CONTgq" | Unknown route-map component "ABZg+r" |  |

| Station on track |

| Unknown route-map component "exCONTgq" | Unknown route-map component "eABZgr" |  |

| Unknown route-map component "eHST" |

| Unknown route-map component "STR+GRZq" |

| Station on track |

| Station on track |

| Station on track |

| Non-passenger station/depot on track |

| Station on track |

| Unknown route-map component "eHST" |

| Non-passenger station/depot on track |

| Station on track |

| Stop on track |

| Unknown route-map component "CONTgq" | Unknown route-map component "ABZg+r" |  |

| Station on track |

| Continuation forward |

La linea parte dalla stazione di Huttwil, nodo ferroviario capolinea delle linee per Ramsei, per Langenthal e, fino al 1978, anche della breve ferrovia Huttwil-Eriswil. La linea corre parallela alla strada principale 23, lasciando il canton Berna ed entrando nel canton Lucerna tra Gondiswil e Zell, fino a Gettnau, servendo quindi Willisau e Menznau. La tratta termina alla stazione di Wolhusen, sulla ferrovia Berna-Lucerna.